# العلاقات الأردنية البوتانية
العلاقات الأردنية البوتانية هي العلاقات الثنائية التي تجمع بين الأردن وبوتان.

## مقارنة بين البلدين
هذه مقارنة عامة ومرجعية للدولتين:
| وجه المقارنة                                              | الأردن                   | بوتان          |
| --------------------------------------------------------- | ------------------------ | -------------- |
| المساحة (كم2)                                             | 89.34 ألف                | 38.39 ألف      |
| عدد السكان (نسمة)                                         | 9.81 مليون               | 807.61 ألف     |
| الكثافة السكانية (ن./كم²)                                 | 109.81                   | 21.04          |
| العاصمة                                                   | عمان                     | تيمفو          |
| اللغة الرسمية                                             | اللغة العربية            | لغة دزونكا     |
| العملة                                                    | دينار أردني              | نغولترم بوتاني |
| الناتج المحلي الإجمالي (بليون دولار)                      | 40.07 مليار              | 2.51 مليار     |
| الناتج المحلي الإجمالي (تعادل القوة الشرائية) بليون دولار | 82.80 مليار              | 6.49 مليار     |
| الناتج المحلي الإجمالي الاسمي للفرد دولار أمريكي          | 4.94 ألف                 | 2.66 ألف       |
| الناتج المحلي الإجمالي للفرد دولار أمريكي                 | 12.05 ألف                | 7.82 ألف       |
| مؤشر التنمية البشرية                                      | 0.748                    | 0.605          |
| رمز المكالمات الدولي                                      | +962                     | +975           |
| رمز الإنترنت                                              | .jo                      | .bt            |
| المنطقة الزمنية                                           | ت ع م+02:00، ت ع م+03:00 | ت ع م+06:00    |

## منظمات دولية مشتركة
يشترك البلدان في عضوية مجموعة من المنظمات الدولية، منها:
| علم المنظمة | اسم المنظمة                        | تاريخ انضمام الأردن | تاريخ انضمام بوتان |
| ----------- | ---------------------------------- | ------------------- | ------------------ |
|             | وكالة ضمان الاستثمار متعدد الأطراف | 12 أبريل 1988       | 21 أكتوبر 2014     |
|             | منظمة الشرطة الجنائية الدولية      | ?                   | ?                  |
|             | منظمة حظر الأسلحة الكيميائية       | ?                   | ?                  |
|             | الأمم المتحدة                      | 14 ديسمبر 1955      | 21 سبتمبر 1971     |
|             | مؤسسة التمويل الدولية              | 20 يوليو 1956       | 1 ديسمبر 2003      |
|             | يونسكو                             | 14 يونيو 1950       | 13 أبريل 1982      |
|             | مؤسسة التنمية الدولية              | 4 أكتوبر 1960       | 28 سبتمبر 1981     |
|             | البنك الدولي للإنشاء والتعمير      | 29 أغسطس 1952       | 28 سبتمبر 1981     |
|             | الاتحاد البريدي العالمي            | ?                   | ?                  |
|             | الاتحاد الدولي للاتصالات           | 20 مايو 1947        | 15 سبتمبر 1988     |

## وصلات خارجية
- موقع وزارة الخارجية الأردنية
- موقع وزارة الخارجية البوتانية